# Karmazsinasztrild
A karmazsinasztrild (Pyrenestes sanguineus) a madarak osztályának a verébalakúak (Passeriformes) rendjébe, ezen belül a díszpintyfélék (Estrildidae) családjába tartozó  faj.

## Előfordulása
Nyugat-Afrikában Bissau-Guinea, Burkina Faso,  Elefántcsontpart,  Gambia, Guinea, Libéria, Mali, Szenegál és Sierra Leone mocsaras területein, a sűrű bokros folyópartokon él.

## Alfajai
- Pyrenestes sanguineusi sangueneus (Swainson, 1837)
- Pyrenestes sanguineusi coccineus (Cassin, 1848)

## Megjelenése
Testhossza 13-14 centiméter. Csőre és szárnya vörösesbarna, a tollazata többi része vörös. A szem sötétbarna, fehér gyűrűvel, a láb barna, a csőr acélkék színű. A tojó testoldalain nincs piros szín.